# Moffie (novel·la)
|  | No s'ha de confondre amb Moffie (pel·lícula). |

Moffie és una novel·la autobiogràfica de l'escriptor sud-africà André Carl van der Merwe.
Es tracta d'un text de memòries autobiogràfiques, basat en els diaris que l'autor va mantenir en secret durant el període que es va veure obligat a allistar-se, durant dos anys, com a recluta en el servei nacional de l'exèrcit sud-africà, quan, sent llavors un adolescent, es va veure obligat a lluitar pel seu país durant la guerra fronterera d'Àfrica del Sud-oest, protectorat sud-africà contra Angola.
El títol de la novel·la, moffie, és una paraula en afrikaans utilitzada per referir-se de manera despectiva als homes gais o efeminats. Amb aquest títol, es pretén subvertir l'ús despectiu de la paraula i utilitzar-la com una orgullosa proclamació de l'homosexualitat.